# امپراتور هوای جین
سیما چی (۲۸۴ تا ۱۴ مارس ۳۱۳) با نام پسامرگ امپراتور هوای جین و نام محترم فنگدو، چهارمین امپراتور دودمان جین بود.
او پسر امپراتور وو بود.